# Live action (RPG)

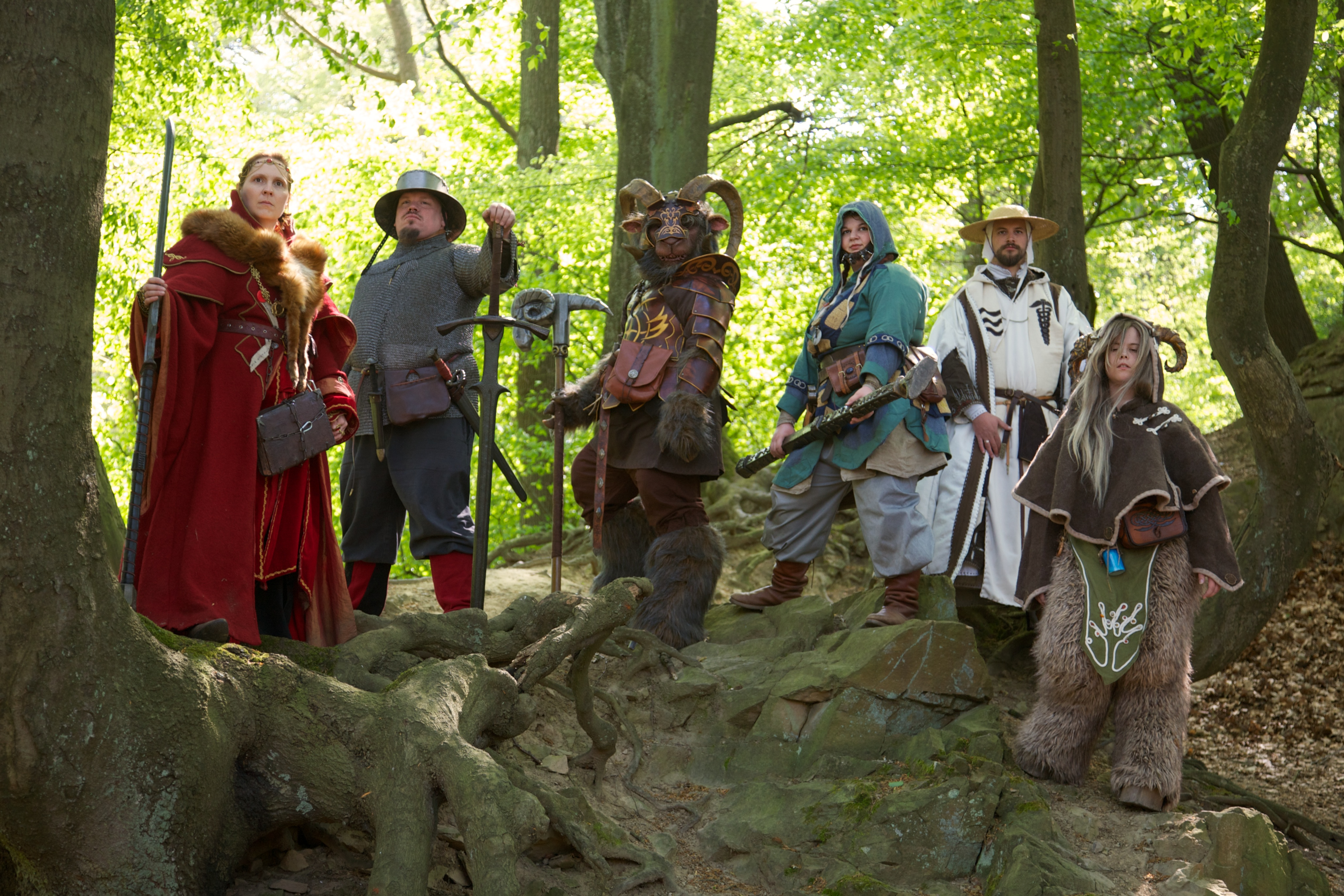
Ação ao vivo

Um live action role-playing (jogo de interpretação ao vivo em português), também conhecido pela sigla LARP, usualmente chamado apenas de  live action (ação ao vivo ou simplesmente ação viva em português), pode ser visto como uma das formas de se jogar RPG (sigla para live action role-playing game, traduzido como "jogo de interpretação de papéis" ou "jogo de representação"). Assim como o RPG é uma evolução ou variação dos jogos de guerra, o live action pode ser considerado uma evolução, ou uma variação do RPG.                                                                                                                               
Em um live action você não imagina o cenário narrado pelo mestre (ou narrador), mas utiliza o espaço à sua volta como o cenário de jogo. Em uma sessão de RPG comum, cada jogador pega a sua ficha e senta-se à mesa, como em um jogo qualquer, representando ali o seu papel sem necessariamente nenhuma interação física com outros jogadores: Já o live action pode ser visto como um estilo de RPG que se aproximaria de um teatro. Você representa o seu personagem assim como um ator representaria um papel. Como em uma peça de teatro, cada jogador representa um personagem: As diferenças são que esses personagens foram construídos antes, às vezes com ajuda do mestre, e que estes personagens não seguem um roteiro ou script (guião) pré-definido e sim improvisam ações baseados na construção e história criada para seus personagens.

## O jogo
Muitas vezes parece uma festa a fantasia, já que muitos jogadores costumam se vestir como seus personagens da mesma forma que um ator tem um figurino. Como essas festas costumam ser grandes, é comum também que exista mais de um mestre, que aqui pode ser chamado também de 'narrador', para ajudar o desenrolar da história. Uma diferença importante do live action é que não necessariamente existe uma aventura pré-determinada como no RPG de mesa comum.

### Local
Devido à necessidade de se representar personagens, em geral muito distintos do que se considera normal, tais como vampiros, magos, duendes e cavaleiros medievais, em geral se escolhem locais mais reservados e a uma distância considerável de pessoas que possam não compreender o que está acontecendo. Além disto, é comum que haja muitos participantes em uma só sessão de jogo (sendo esta outra grande vantagem do live action sobre o RPG de mesa). Esses eventos são praticamente como festas a fantasia (e até certo ponto não deixam de ser), podendo chegar até a 50 ou mais participantes.
Em geral, são escolhidos locais fechados ou isolados, como propriedades particulares, clubes ou salas alugadas para o evento, ou mesmo fazendas ou outros locais públicos no campo, como clubes campestres. Ainda, em eventos de RPG, é comum ter um espaço destinado à realização de um ou mais live actions.
Os locais podem ser tão amplos quanto a área de uma fazenda, com um ou dois hectares destinados ao jogo, ou tão pequenos quanto um pequeno escritório, com poucos metros quadrados (para live actions com ação restrita e poucos jogadores, por exemplo, uma reunião de um júri, ou um Conselho de Guerra medieval).

### Mestre
O papel do mestre é diferente do RPG de mesa, e no live action é comum que ele seja chamado de 'narrador' ou simplesmente 'organizador' ou até 'facilitador'. Como o cenário do jogo é físico e não totalmente imaginário, o mestre não precisa descrever o ambiente e define apenas um tema ou história geral para o live. Normalmente algo que justifique o ambiente restrito e a presença de todos os personagens em um mesmo lugar, como uma festa em uma taverna ou uma batalha decisiva se for uma ambientação medieval, um encontro de vampiros, reunião de nobres, casamento, etc.
De uma forma geral, existe um mestre ou narrador para cada 10 a 20 jogadores, para manter um mínimo de controle sobre o evento. Não é raro, também, haver uma hierarquia entre os mestres, como mestres que coordenam a história e mestres que arbitram as disputas.
Também existem jogos modernos, em geral para menos participantes, que prescindem do papel do mestre - são larps nos quais todos os jogadores se responsabilizam coletivamente pelas funções geralmente atribuídas aos jogadores.

### Regras
As regras de um live também são diferentes de uma partida de RPG comum. Não se usam dados para testar habilidades, simplesmente por não ser prático: Todos os personagens possuem fichas, como em um RPG de mesa, e quando os personagens fazem uma disputa (para ver se, por exemplo, um personagem consegue enganar o outro) realizam comparações de ficha e, em geral, métodos bastante simples para determinar o vencedor.
Alguns métodos para determinar o vencedor incluem a aposta de valores da ficha (que devem ser riscados da mesma), aposta com cartas de baralho que o jogador carrega ou não consigo (neste caso, um mestre deve ser chamado obrigatoriamente para intermediar), "par ou ímpar", "pedra, papel e tesoura", ou outros meios aleatórios ou de estratégia (como os de aposta). O ganhador vence a disputa e será bem-sucedido em sua ação.

### Contato físico
Em muitos live actions, nenhum contato físico é permitido. Em outros, é permitido desde que em comum acordo de ambas as partes envolvidas na ação.
As regras para as disputas entre jogadores podem variar, mas a falta de contato físico é praticamente unânime em todas as partidas. Isso acontece por vários motivos. Primeiro, evita brigas entre jogadores. Todas as lutas entre personagens são narradas pelos mestres e não encenadas. Também evita que jogadores(as) usem seus personagens como forma de paquerar outras(os) jogadoras(es). Toda ação que represente um toque deve ser narrada, mas nunca encenada. Isso acontece também porque o live é para interpretação dos personagens e não para a demonstração das habilidades físicas do jogador.
Via de regra, grupos menores ou mais coesos consentem que o toque não agressivo seja usado. A maioria dos toques não agressivos dependem do consentimento de outro jogador, como apertos de mão, abraços, e outros, mas grupos de jogadores mais permissivos permitem que se toque em outra pessoa para chamar-lhe a atenção, se a mesma estiver de costas e seja impossível chamar-lhe a atenção apenas verbalmente (caso o som ambiente esteja muito alto, ou esteja impossibilitado de se fazer notar por outro motivo de força maior).
Há ainda um terceiro grupo onde o contato físico é até mesmo desejável. Em geral, para live-actions assim, os enredos não envolvem agressividade ou violênica - e todas as formas de contato são previamente combinadas entre os jogadores. Muitos desses jogos tem ainda mecanismos de segurança, como palavras-chave, que os jogadores usam para orientar uns aos outros se estão se sentindo confortáveis com a representação e quando parar. 
Uma outra orientação muito importante é a de não utilizar armas verdadeiras, nem imitações semelhantes. Se deseja que seu personagem utilize uma espada, opte pelas de cores berrantes e obviamente artificiais, se quer que seu personagem possua uma pistola, leve uma de água que seja claramente de brinquedo. Isto diminui o risco de que a polícia interrompa seu jogo por causa de uma denúncia de alguém que não sabia se tratar apenas de um jogo.

## Estilos
Em geral, opta-se por live actions com ênfase totalmente social, onde tudo o que os jogadores podem fazer é conversar uns com os outros, buscando alianças, acordos ou, através da troca de idéias, superar algum desafio.
Entretanto, existem live actions onde o combate é o foco principal. Em geral, estes lives têm temática medieval e o foco é o combate com espadas, onde os jogadores efetivamente usam armaduras e utilizam armas. A grande maioria destes jogos são realizados nos Estados Unidos da América e Europa. Pelas próprias características de um live, ele é mais apropriado para aventuras onde interpretação e conversa sejam muito importantes, mesmo nesse estilo de jogo.
Existem ainda os live actions medievais que tentam equilibrar a questão interpretação versus combate. Existem grupos de live action medieval atuando no momento no Brasil, tentando difundir a prática do hobby pelo país. Um dos pioneiros no Brasil são os grupos O Graal e a SBM (Simulação de Batalha Medieval), que atualmente contam com membros nos estados de São Paulo (onde o grupo começou), Rio de Janeiro e Minas Gerais. O grupo utiliza espadas de espuma para simular o combate, de forma segura e divertida para os participantes. Atualmente existem outros grupos que difundem a atividade, como o 7 Reinos Swordplay e o Argeon-Larp, ambos do Rio de Janeiro.
Um estilo que vem crescendo no Brasil são os jogos focados em experiências específicas para um número pequeno de jogadores, geralmente com interesse no desenvolvimento emocional ou dramático e cuja produção é muito simples, podendo ser realizado por qualquer pessoa, em casa e com seu grupo de amigos. Desde 2013, temos muitos autores brasileiros escrevendo manuais (larpscripts) para esse tipo de live-action. Muitos desses jogos se concentram em temas do cotidiano e situações contemporâneas - diferente de outros estilos mais ligados a fantasia e ao recreacionismo histórico.
Em muitos países, utiliza-se a palavra LARP (acrônimo de live action role-playing game).